# Guerra franco-hova
Con il termine Guerra franco-hova (o con guerre franco-malgasce) s'intende una serie di interventi militari francesi avvenuti in Madagascar fra il 1883, data della prima spedizione francese nel paese, e il 1896, fine dell'invasione francese dell'isola. Le conclusioni di questi eventi furono il rovesciamento della monarchia dei Merina e l'istituzione del governo delle autorità francesi sul subcontinente malgascio come colonia. La parola "Hova" di origine malgascia si riferisce agli aristocratici all'interno della struttura tribale dell'etnia Merina.

## Contesto storico
A seguito della loro conquista dell'isola di Mauritius durante le guerre napoleoniche, il cui possesso fu confermato dal Trattato di Parigi, i Britannici avevano visto il Madagascar come l'espansione naturale della loro influenza nella zona. Radama I, capo dei Merina, progettava di unificare il paese, allora diviso, sotto un'unica guida, traendo giovamento dalle armi britanniche e dagli insegnamenti militari inglesi. Firmò alcuni trattati con i Britannici in cui permetteva la presenza di missionari protestanti e mise fuori legge il commercio degli schiavi.
Quando sua moglie, la regina Ranavalona I, assunse il potere nel 1828, tuttavia, prese posizioni molto più xenofobe rispetto al marito: tutti gli stranieri furono espulsi e l'influenza dei Britannici venne essenzialmente soppressa. Nel frattempo, il figlio della regina, il principe Rakoto (futuro re con il nome di Radama II), il quale era stato nell'ambito dell'influenza dei cittadini francesi, scrisse una lettera a Napoleone III chiedendogli di invadere il Madagascar. Inoltre fece delle concessioni segrete a Joseph François Lambert, un avventuriero francese, firmando la cosiddetta "Carta di Lambert" il 28 giugno 1855. Attraverso questo documento, Lambert ottenne i diritti esclusivi su tutte le estrazioni minerarie, sulle foreste e le terre incolte, in cambio di una tassa del 10% alla monarchia di Merina. Inoltre fu progettato un colpo di Stato per rovesciare la regina e per sostituirla con suo figlio, in cui Lambert era implicato.

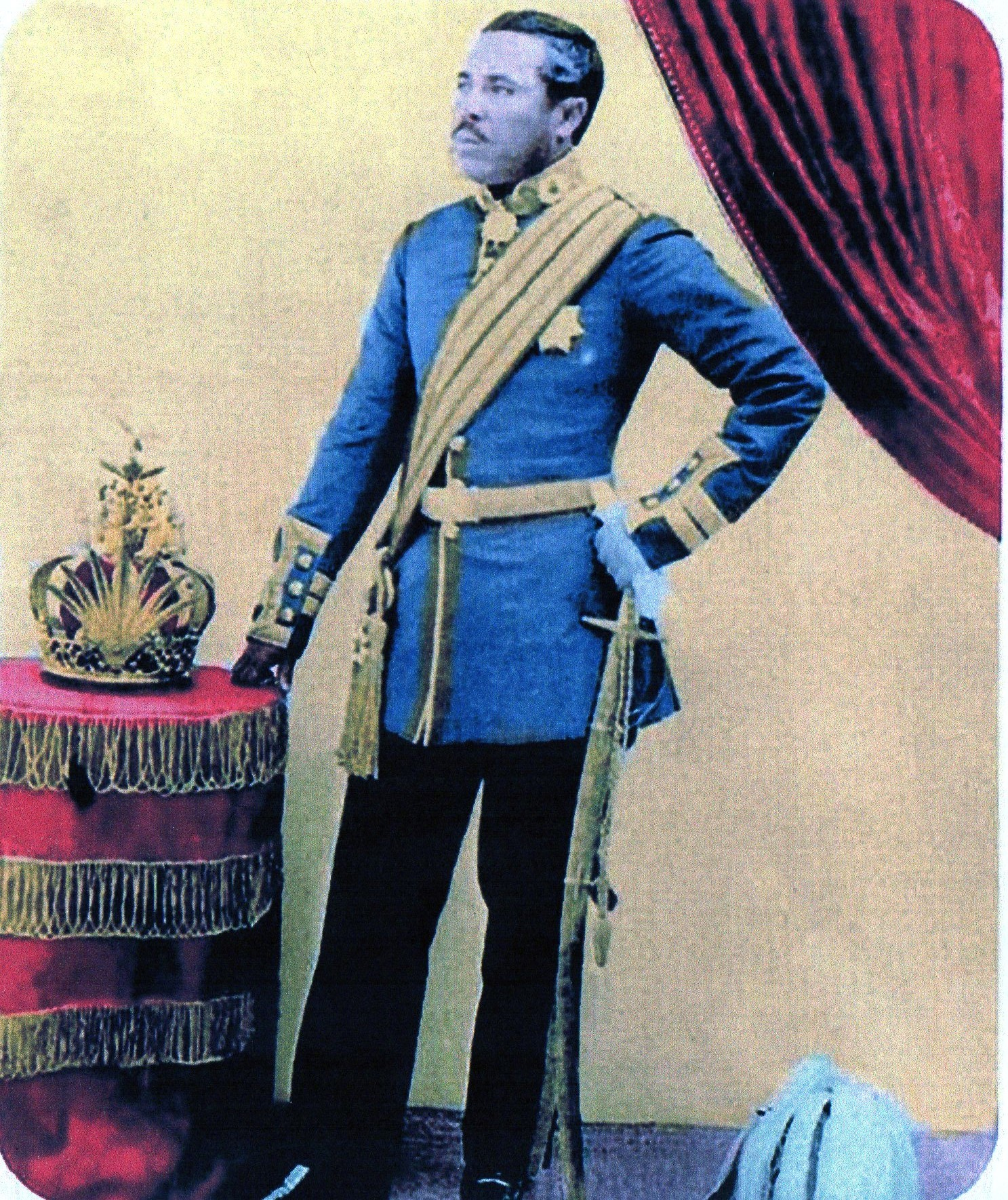
Il principe Rakoto (futuro Radama II)

Il trattato segreto fu rivelato nel 1857. Dopo la morte della regina, suo figlio assunse la funzione di re Radama II nel 1861, ma regnò soltanto per due anni prima di essere assassinato; sua moglie Rasoherina assunse il potere dopo la sua morte. Il primo ministro Raharo revocò la Carta di Lambert nel 1863. A partire dal 1864, il Primo Ministro Rainilaiarivony tentò di modernizzare le condizioni del regno ponendo ufficialmente termine alla schiavitù nel 1877, riformando il sistema legislativo nel 1878 e redigendo una nuova costituzione nel 1881. Con lui l'influenza britannica crebbe notevolmente, soprattutto in campo religioso ed economico.

## Cause prossime della guerra
Nei primi anni '80 del XIX secolo tuttavia, sia la fazione coloniale-espansionistica francese, sia alcuni gruppi cattolici dell'ala di destra (infuriati per le persecuzioni dei cristiani da parte dei nativi sia per la presenza di missionari protestanti) sia i parlamentari dell'isola di Riunione (di proprietà francese e a circa 400 km dal Madagascar) chiedevano ardentemente un'invasione dell'isola malgascia per sopprimere l'influenza britannica ivi presente.
Sia la rottura della Carta di Lambert sia la lettera a Napoleone III saranno poi usate dai francesi come pretesto per invadere il Madagascar. Ci furono altre dispute che contribuirono a innescare l'invasione: innanzitutto la minoranza di etnia Sakalava era rimasta fedele ai francesi piuttosto che ai loro vicini d'oltremanica e questo andava in forte contrasto con la dinastia regnante; inoltre un cittadino francese era stato ucciso nella capitale del paese, Tananarive; infine i Merina avevano stabilito che ogni bandiera francese nelle concessioni di terra malgasce fosse sostituita con una bandiera del Madagascar. Queste numerose micce fecero infine esplodere la polveriera, infatti nel 1883 ebbe inizio la spedizione francese atta a prendere il controllo del paese: la guerra era iniziata.

## Prima spedizione francese nel Madagascar

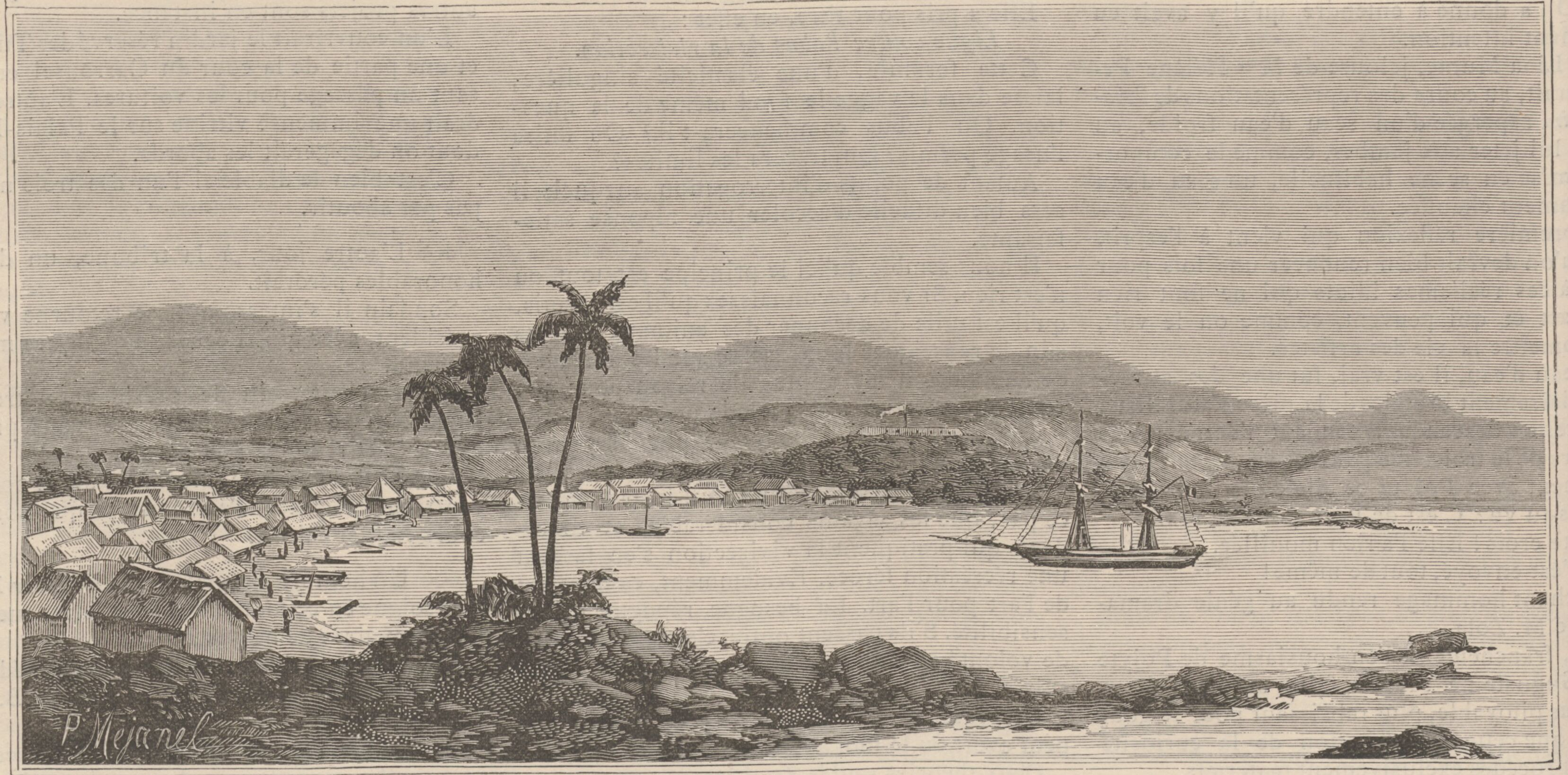
Tananarive fu bombardata e occupata dalle truppe francesi nel giugno 1883

Fu presa la decisione di inviare la divisione navale dell'Ammiraglio Le Timbre. I francesi sotto l'Ammiraglio Pierre bombardarono la costa del Nordest e occuparono nel maggio 1855 la città di Majunga. Fu mandato un ultimatum a Tananarive:le condizioni consistevano in poche parole nel riconoscimento dei diritti francesi nel Madagascar del nordest, un protettorato francese sull'etnia Sakalava, e infine 1 500 000 franchi. Le condizioni dell'ultimatum erano troppo pesanti per la regina Ranavalona II, e quindi fu rifiutato, i francesi di contro intensificheranno i loro bombardamenti, arrivando a occupare la capitale. Sia la regina sia l'Ammiraglio Pierre moriranno durante la guerra, e saranno rimpiazzati l'una da Ranavalona III, l'altro dall'Ammiraglio Galiber e dal Contrammiraglio Miot.

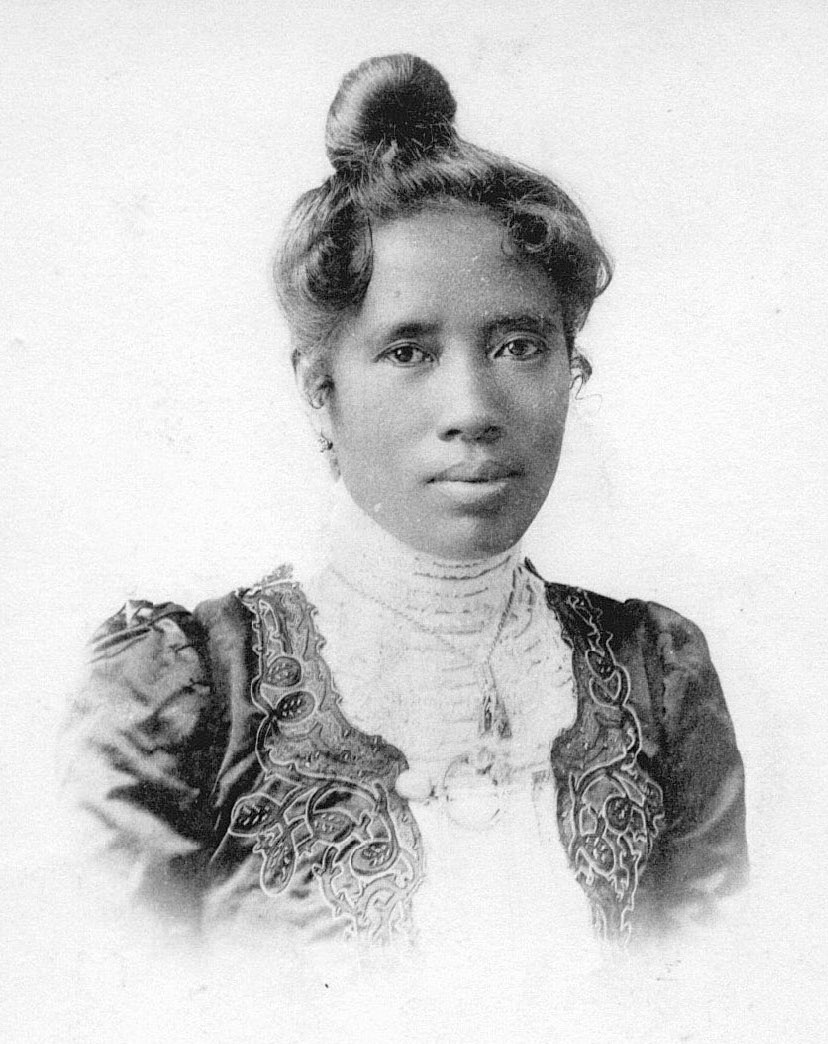
La regina Ranavalona III

Il trattato di pace sarà firmato nel dicembre 1885 e prevederà la cessione di Antsiranana (chiamata anche Diego-Suarez) ai francesi e un pagamento di 10 milioni di franchi da parte dei malgasci. Nel trattato era inoltre inclusa una "Lettera Istruttiva" che serviva a chiarire i termini del trattato, anche se non fu letta quando la pace venne ratificata al parlamento francese: il trattato garantiva alla Francia il controllo della politica estera del Madagascar, e sarà utilizzato per imporre sempre di più l'influenza di Parigi sullo stato insulare, anche se non verrà mai formalmente dichiarato un protettorato. Sarà questa incomprensione a far scoppiare una seconda spedizione, che avverrà circa 10 anni più tardi.

## Seconda spedizione francese nel Madagascar
La situazione alcuni anni dopo la firma del trattato di pace cambiò molto rapidamente:i Britannici, ex-alleati dei Merina, riconobbero il protettorato francese del Madagascar nel settembre 1890, in cambio del riconoscimento francese del loro protettorato su Zanzibar e stabilirono le rispettive zone di influenza in Africa. Inoltre con l'apertura del canale di Suez a spese della Francia, l'importanza strategica del Madagascar diminuì a favore del Mar Mediterraneo, ciò fu interpretato allora come un affronto inaccettabile, subire tutto ciò da coloro che avevano stabilito di proteggerli fu veramente troppo. Ciò indusse il Primo Ministro a preparare il paese per il conflitto con i francesi, per liberarsi dalla loro svantaggiosa e opprimente presenza, trasmettendo al colonnello Shervinton, il suo consigliere militare europeo, di acquistare molte armi in Europa.

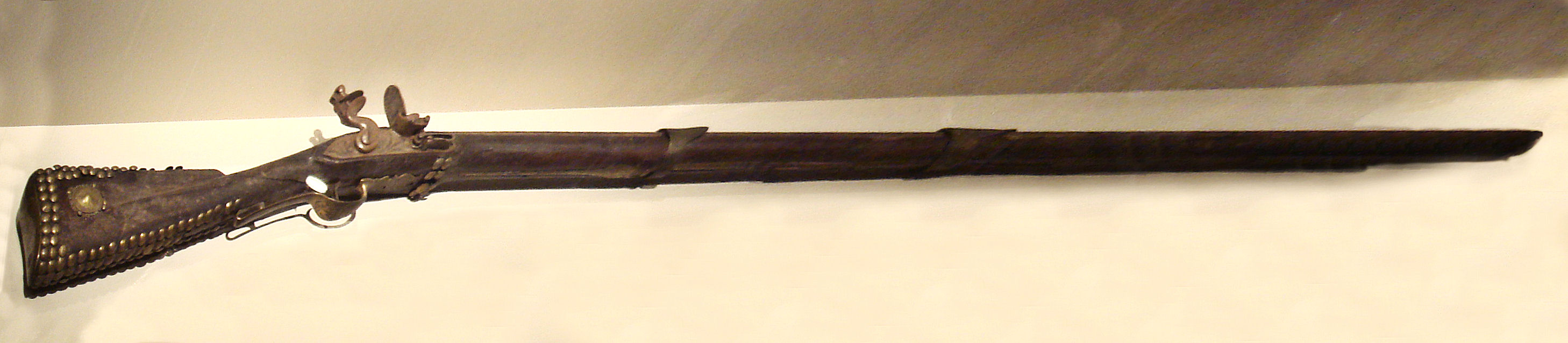
Fucile malgascio.

Le ostilità iniziarono il 12 dicembre 1894, quando il generale Charles Le Myre de Vilers, residente a Tananarive, per conto del parlamento francese ruppe i negoziati e dichiarò guerra alla monarchia Merina. Il corpo di spedizione fu affidato al generale Jacques Duchesne. La marina francese bombardò e poi occupò le città di Toamasina a Est nel dicembre 1894 e circa un mese dopo anche Majunga a Ovest. Il grosso dell'esercito, che arriverà a contare 15 000 unità, giunse solo nel maggio 1895. La campagna vera e propria iniziò durante la stagione delle piogge, con conseguenze disastrose per il corpo spedizione francese.

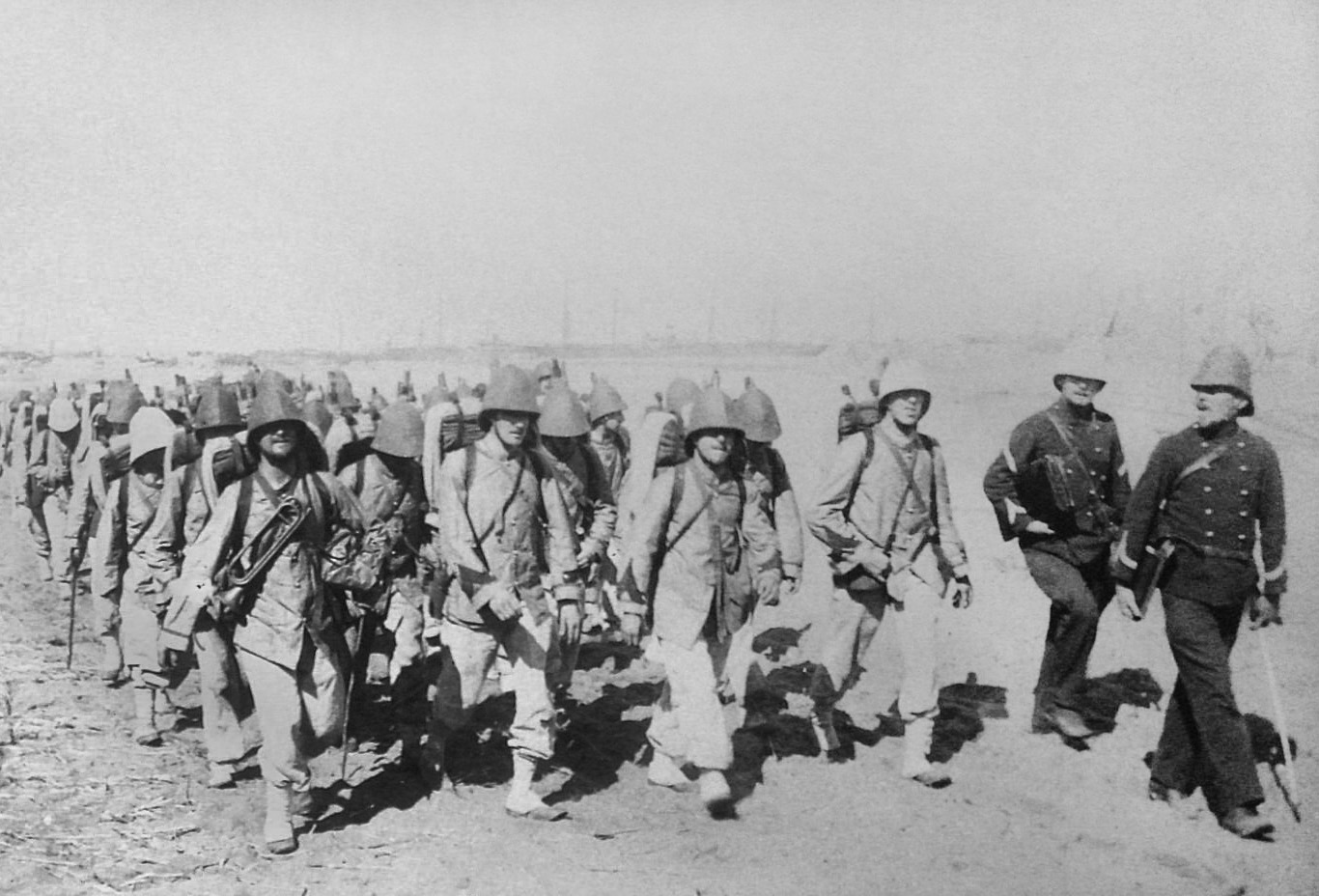
Truppe francesi in marcia verso Majunga, Maggio 1895

Intanto il regno malgascio si stava spaccando dall'interno: come sbarcarono i francesi, scoppiarono sommosse qua e là contro il governo Merina, il lavoro schiavista che de facto era sempre presente, nonostante l'abolizione ufficiale, e la progressiva cristianizzazione (la regina era Protestante e i nativi temevano la conversione forzata). I francesi furono costretti a costruire una strada mentre avanzarono a causa del maltempo.
Nel 1895 i francesi si fermarono vicino Andriba, circa a metà strada dalla capitale, poiché lungo la via erano presenti numerose fortificazioni malgasce, il numero dei morti aumentò soprattutto in questo periodo, aumentando poi regolarmente per tutta la guerra: saranno circa 6 000 i morti francesi, non sono mai stati accertati quelli malgasci, si pensa siano circa 1/5 dei francesi... Le principali cause di morte non furono però le armi, ma le malattie: tifo, malaria, dissenteria uccisero un terzo del corpo di spedizione. Il Generale malgascio Rainilaiarivony provò a resistere a Tsarasaotra il 29 giugno 1895 e ad Andriba il 22 agosto 1895, inutilmente: le truppe francesi entrarono ad Antananarivo in settembre.

## Epilogo

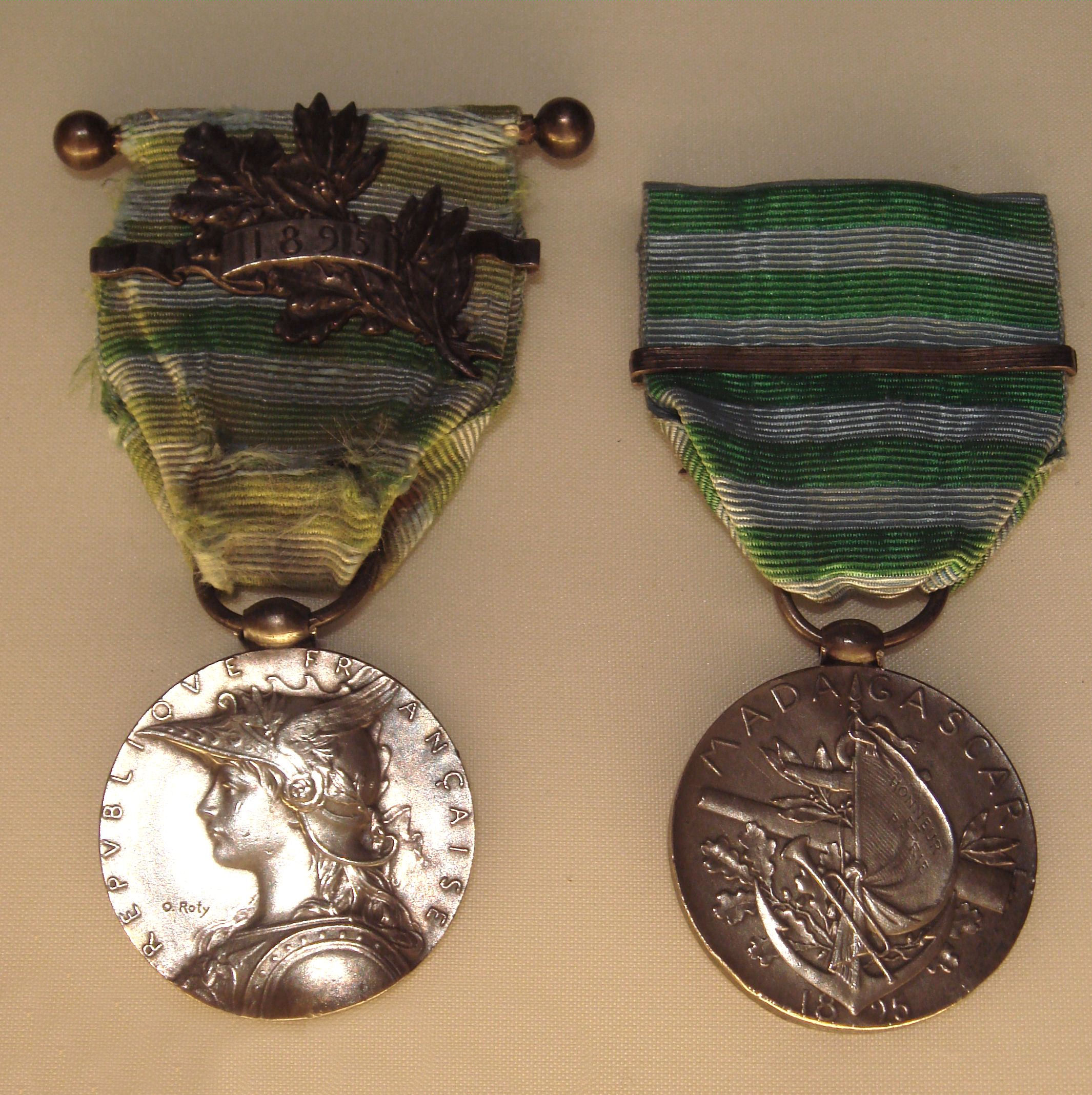
Medaglia commemorativa della seconda spedizione in Madagascar (1883-1896). Museo della Legion d'Onore.

La conquista dell'isola fu formalizzata dal voto del 6 agosto 1896 all'Assemblea nazionale francese, che si espresse favorevolmente per l'annessione del Madagascar.
Malgrado il successo della spedizione, l'acquietamento delle ribellioni sporadiche avrebbe richiesto altri otto anni, fino al 1905, quando l'isola completamente è stata pacificata sotto Joseph Gallieni:durante quel tempo, le insurrezioni contro i cristiani malgasci dell'isola, i missionari e gli stranieri furono terribili. Per sopprimere i ribelli il generale utilizzò il pugno di ferro, annientando chiunque non si volesse sottomettere al dominio straniero. Per questo motivo la corte reale sarà soppressa, il Primo Ministro Rainilaiarivony sarà esiliato nel 1916, la regina Ranavalona III sarà esiliata ad Algeri un anno dopo.
Il paese malgascio uscirà da questa situazione solo settant'anni più tardi, ovvero quando raggiungerà l'indipendenza nel 1960.